# Jeżów Sudecki
Jeżów Sudecki (niem. Grunau) – wieś w Polsce położona w województwie dolnośląskim, w powiecie karkonoskim, w gminie Jeżów Sudecki, na pograniczu Gór Kaczawskich i Kotliny Jeleniogórskiej w Sudetach Zachodnich.

## Lotnisko
Na terenie Jeżowa Sudeckiego znajduje się Góra Szybowcowa. Od roku 1924 na Górze Szybowcowej znajduje się czynne lotnisko, którego właścicielem jest ZHP. W okresie międzywojennym w istniejącej wówczas na terenie tegoż lotniska szkole szybowcowej Wolfa Hirtha swoje pierwsze lotnicze szlify zdobywała Hanna Reitsch.

## Koleje
W Jeżowie Sudeckim znajduje się przystanek kolejowy Jeżów Sudecki na linii kolejowej Jelenia Góra–Żagań przez Lwówek Śląski. Połączenie było kilkakrotnie zawieszane. Przewozy zostały wznowione i były realizowane szynobusem przez Koleje Dolnośląskie. Obecnie transport kolejowy nie funkcjonuje.

## Podział administracyjny
W latach 1975–1998 miejscowość administracyjnie należała do województwa jeleniogórskiego. Miejscowość jest siedzibą władz gminy Jeżów Sudecki.

## Demografia
Jest największą miejscowością gminy Jeżów Sudecki. Według Narodowego Spisu Powszechnego Jeżów w 2011 roku miał 2613 mieszkańców.

## Nazwy historyczne
- 1299: Gronow
- 1303: Grunow
- 1321: Grunowe
- 1651: Grunaw
- 1765: Grunau
- 1786: Alt-, Neu-Grunau
- 1908: Grunau bei Hirschberg
- 1945: Grunów, Gronów, Gronowice
- od 1946: Jeżów Sudecki[6]

## Historia
Osada wymieniana po raz pierwszy w 1299, w XV-XVII w. niewielki ośrodek górnictwa złota, które eksploatowano w pobliskim Małym Grzbiecie Gór Kaczawskich. W XVIII w. wieś tkaczy.
W 1928 roku w Jeżowie (Grunau) założono zakłady szybowcowe, których tradycję kontynuuje Zakład Szybowcowy Jeżów.

## Zabytki
Do wojewódzkiego rejestru zabytków wpisane są obiekty:
- kościół parafialny pw. św. Michała Archanioła, z 1574 r.
- cmentarz przykościelny
- ogrodzenie z bramką
- dom, ul. Długa 66, szachulcowy, z połowy XVIII w.
- dom Gwarków, ul. Długa 135
- dom, szachulcowy, ul. Kręta 16, z 1729 r.

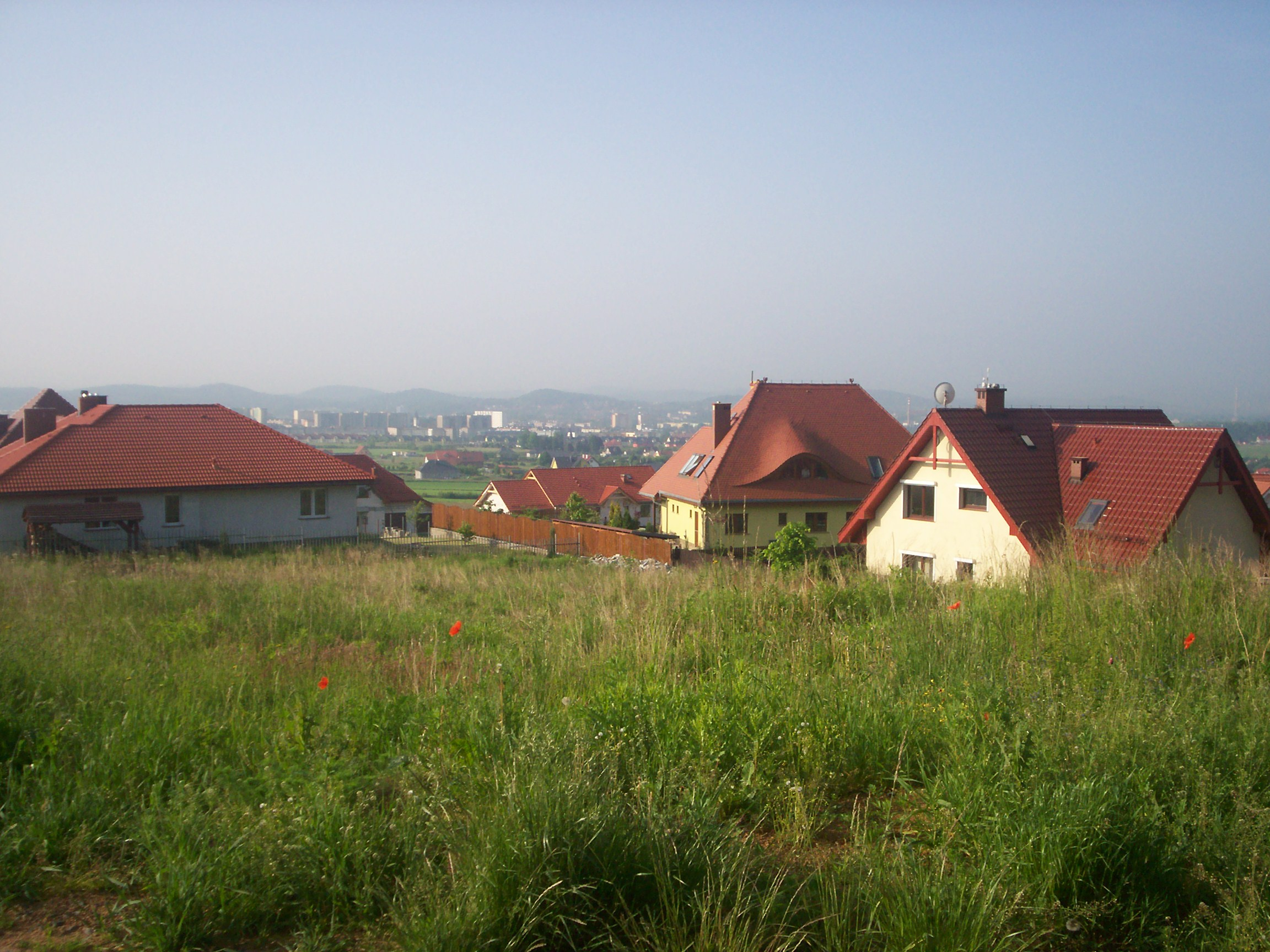
Widok ogólny
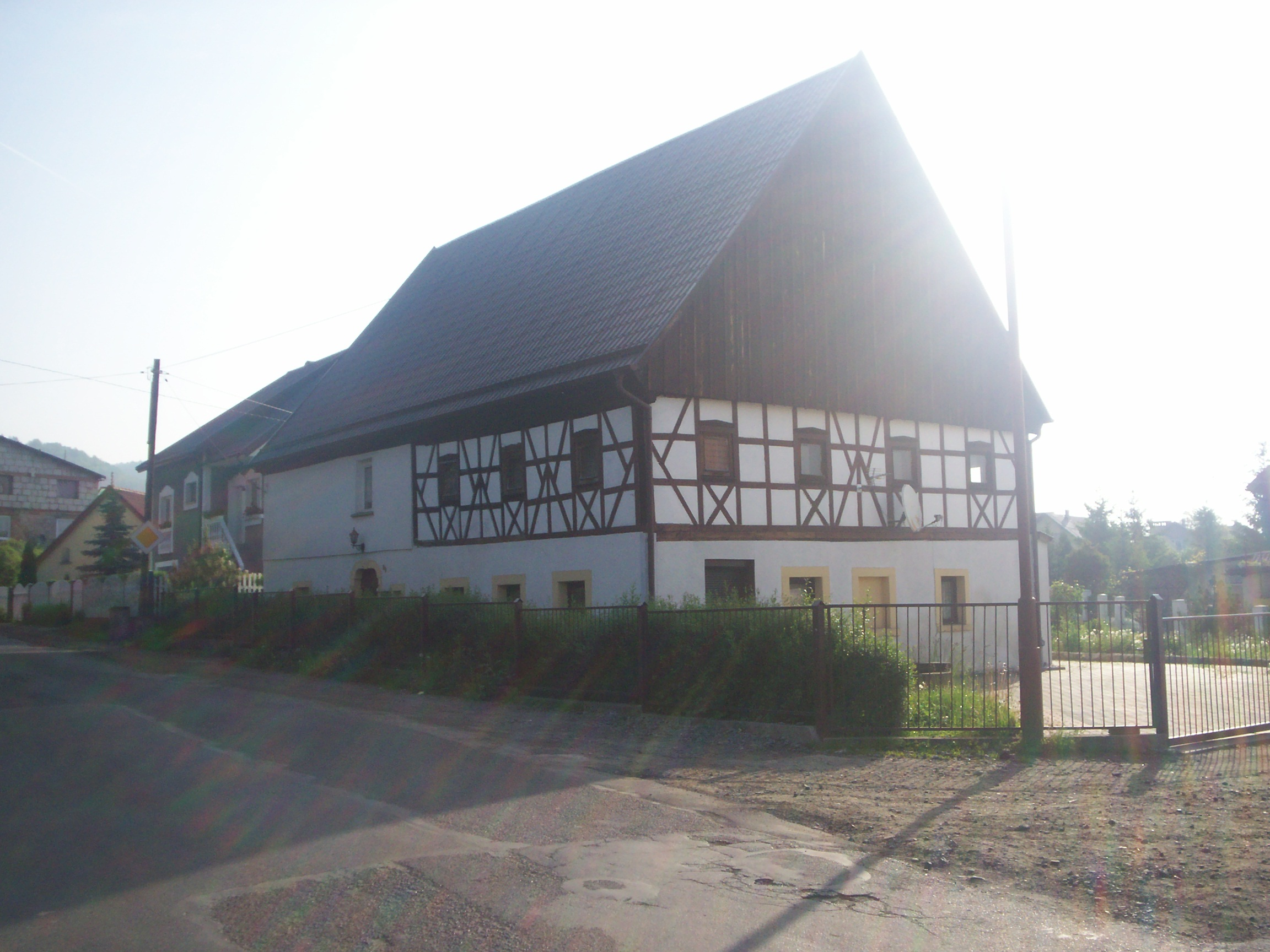
Dom, ul. Długa 66, szachulcowy.
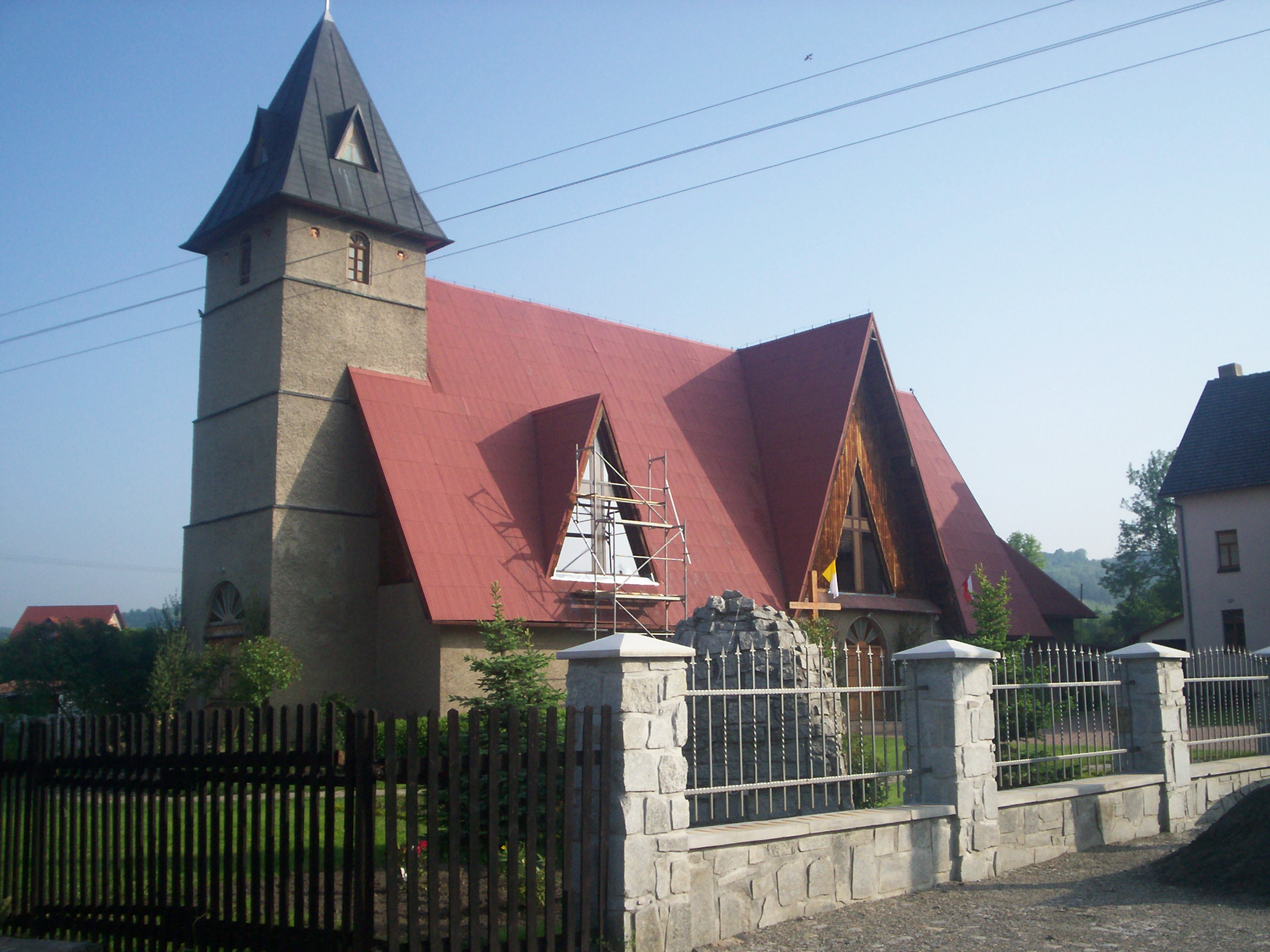
Kościół pw. św. Stanisława Biskupa.